# Teodozja Lisiewicz
Teodozja Lisiewicz (ur. 24 lub 25 grudnia 1903 we Lwowie, zm. 8 maja 1975 w Londynie) – polska aktorka radiowa i teatralna, pisarka, podporucznik Polskich Sił Zbrojnych, działaczka kulturalna i społeczna.

## Życiorys
Urodziła się 24 lub 25 grudnia 1903 we Lwowie jako córka Zygmunta (adwokat) i Eugenii z domu Kubickiej. Miała brata Mieczysława (poeta, pisarz, także dramaturg, oficer lotnictwa, ur. 1897, zm. 2 września 1975 w Londynie). W 1922 została absolwentką Gimnazjum Sióstr Niepokalanek w Jarosławiu. Została zatrudniona w rozgłośni Polskiego Radia Lwów, w którym w 1930 pracowała w dziale programowym, od 1936 pełniła funkcję sekretarki. Ponadto na potrzeby radia tworzyła felietony, słuchowiska, cykliczne przeglądy nowości książkowych (jako „Helena Boyer”), współtworzyła audycję Wesoła Lwowska Fala, w której kreowała postać Ciotki Bańdziuchowej. W latach 30. występowała także w przedstawieniach teatralnych. Poza tym udzielała się jako tłumaczka sztuk, recenzentka w prasie.
Podczas II wojny światowej 1939, agresji ZSRR na Polskę i nastaniu okupacji sowieckiej pozostała we Lwowie podjęła działalność w Związku Walki Zbrojnej, służąc w Komendzie Głównej. 2 kwietnia 1940 została aresztowana przez NKWD i była osadzona we w lwowskich więzieniach przy ul. Łąckiego i Brygidki. Wyrokiem z 26 kwietnia 1941 została skazana na karę ośmiu lat pozbawienia wolności za działalność kontrrewolucyjną, po czym wywieziona w głąb ZSRR i odbywała karę w Siewwostłagu na Kołymie. Na mocy amnestii 12 sierpnia 1941 odzyskała wolność. Po dotarciu do Buchary, następnie przystąpiła do Pomocniczej Wojskowej Służby Kobiet w ramach formowanych wówczas Polskich Sił Zbrojnych w ZSRR, wraz z którymi ewakuowała się przez Bliski Wschód. Tam była aktorką zespołów teatralnych Armii Polskiej na Wschodzie. Później trafiła do Wielkiej Brytanii. W 1943 została członkinią Pomocniczej Lotniczej Służby Kobiet w ramach Polskich Sił Powietrznych. Formalnie była funkcjonariuszką brytyjskiej służby Women’s Auxiliary Air Force. Otrzymała awans na stopień podporucznika. Służyła jako oficer administracyjny.
Po zakończeniu wojny pozostała na emigracji w Wielkiej Brytanii. W 1949 przystąpiła do założonej wówczas przez gen. Władysława Andersa Stowarzyszenia byłych Sowieckich Więźniów Politycznych, pełniąc funkcję sekretarza rady. Podjęła działalność dramatopisarską, tworząc utwory sceniczne. Poza tym również występowała na scenie jako aktorka (wcieliła się w rolę Eugenii w dramacie Tango Sławomira Mrożka, wystawionym pod koniec 1965 w teatrze w Ognisku Polskim w Londynie w reżyserii Leopolda Kielanowskiego). Publikowała w londyńskim tygodniku „Wiadomości”, „Biuletynie” Koła Lwowian we Lwowie. W 1959 została współpracowniczką czasopism „Dziennik Polski i Dziennik Żołnierza” oraz „Tygodnik Polski”, podpisując się jako „Siostra Anna”. W 1961 współtworzyła założone wówczas pismo „Głos Kobiet” (do 1971). Należała do londyńskich oddziałów ZASP i PEN Clubu. Od 1968 do 1974 pełniła funkcję prezesa Związku Pisarzy Polskich na Obczyźnie. Jako pisarka i dziennikarka była popularna w polskim środowisku emigracyjnym.
29 października 1924 wyszła za mąż za urzędnika BGK Henryka Sorga, lecz rozwiodła się. Z tego związku miała syna Pawła Sorga (ur. 1929). Po wojnie wyszła za mąż za Karola Gołuchowskiego. Powróciwszy do panieńskiego nazwiska po wojnie przedstawiała się nim, w tym także formą Lisiewiczówna. Zmarła 8 maja 1975 w Londynie. Została pochowana na cmentarzu Hampstead Cemetery w Londynie (sekcja O 9, miejsce 4 B; w tym miejscu spoczął również Karol M. A. Gołuchowski).

## Twórczość pisarska
- Słoneczniki (1939)[4]
- Dwa ogniwa (1950)[30]
- Skórka z pomarańczy (1950)[4][31]
- Przesyłka do Polski. Obrazek sceniczny (1952)[32]
- W sobotę popołudniu (1955)[33]
- Chleb (1967)[34]
- Jaworowe buty[4]
- Madame X-ow[4]
- Szalenie miły wieczór[4]
- Szklanka mleka[4]
- Pokój ludziom dobrej woli[4]
- wspomnienia z czasu uwięzienia w czasie niewoli sowieckiej (1972/1973)[14]

## Odznaczenia i wyróżnienia
- Medal Lotniczy – dwukrotnie[6]
- inne odznaczenia wojenne[4]
- Nagroda specjalna w konkursie na sztukę dramatyczną, zorganizowanym przez teatr Nasza Reduta w Chicago (1953, za sztukę Madame X-ow)[35]
- jedno z dwóch wyróżnień w konkursie o kulcie matki Boskiej wśród żołnierzy polskich wszystkich epok o Nagrodę im. Prymasa Kardynała Augusta Hlonda (1958, za pracę Tajemnica; nagród nie przyznano)[36]
- Nagroda Związku Pisarzy Polskich na Obczyźnie – dwukrotnie (1967, 1968)[4]
- Nagroda im. Anny Godlewskiej[4]
- nagrody w konkursach dramaturgicznych[4][32]